# Campodorus arctor
Campodorus arctor är en stekelart som beskrevs av Dmitriy R. Kasparyan 2006. Campodorus arctor ingår i släktet Campodorus och familjen brokparasitsteklar. Inga underarter finns listade.